# Gouvernement Picqué III
 (janvier 2017).
Si vous disposez d'ouvrages ou d'articles de référence ou si vous connaissez des sites web de qualité traitant du thème abordé ici, merci de compléter l'article en donnant les références utiles à sa vérifiabilité et en les liant à la section « Notes et références ».
Gouvernement de la Région de Bruxelles-Capitale
Simonet II Picqué IV
Le Gouvernement Picqué III est le gouvernement de la Région de Bruxelles-Capitale, en Belgique, dirigé par le socialiste Charles Picqué et formé par une coalition de six partis, associant les familles démocrate-chrétienne (CD&V flamand et cdH francophone), socialiste (PS francophone et sp.a flamand), le parti libéral flamand (VLD) et le parti écologiste francophone (Ecolo).
Ce gouvernement a été institué le 13 juillet 2004 à la suite des élections régionales du 13 juin 2004 et succède au Gouvernement Simonet II.
À la suite des élections du 7 juin 2009, il sera suivi par le Gouvernement Picqué IV.

## Composition du Gouvernement
| Fonction | Titulaire | Titulaire                   | Titulaire           | Parti |
| --- | --------- | --------------------------- | ------------------- | ----- |
| Ministre-Président chargé des pouvoirs locaux, de l'aménagement du territoire, des monuments et sites, de la rénovation urbaine, du logement, de la propreté publique, du commerce extérieur et de la coopération au développement |           | Charles Picqué en 2006      | Charles Picqué      | PS    |
| Ministre des Finances, du Budget, des Relations extérieures et de l'Informatique régionale |           | Guy Vanhengel en 2016       | Guy Vanhengel       | VLD   |
| Ministre de l'Emploi, de l'Économie, de la Recherche scientifique, de la Lutte contre l'incendie et de l'Aide d'urgence |           | Benoît Cerexhe en 2010      | Benoît Cerexhe      | cdH   |
| Ministre de l'Environnement, de l'Énergie et de la Politique de l'eau |           | Évelyne Huytebroeck en 2020 | Évelyne Huytebroeck | Ecolo |
| Ministre de la mobilité et des travaux publics |           | Pascal Smet                 | Pascal Smet         | sp.a  |
| Secrétaire d'État au Logement et à l'Urbanisme |           | Françoise Dupuis            | Françoise Dupuis    | PS    |
| Secrétaire d'État à la Propreté publique et aux Monuments et Sites |           | Emir Kir en 2008            | Emir Kir            | PS    |
| Secrétaire d'État chargée de la Fonction publique et du Port de Bruxelles |           | Brigitte Grouwels en 2005   | Brigitte Grouwels   | CD&V  |